# Protoschrankia
Protoschrankia là một chi bướm đêm thuộc họ Erebidae.